# Jodła syryjska
Jodła syryjska (Abies cilicica (Antoine & Kotschy) Carrière) – gatunek zimozielonych drzew z rodziny sosnowatych.

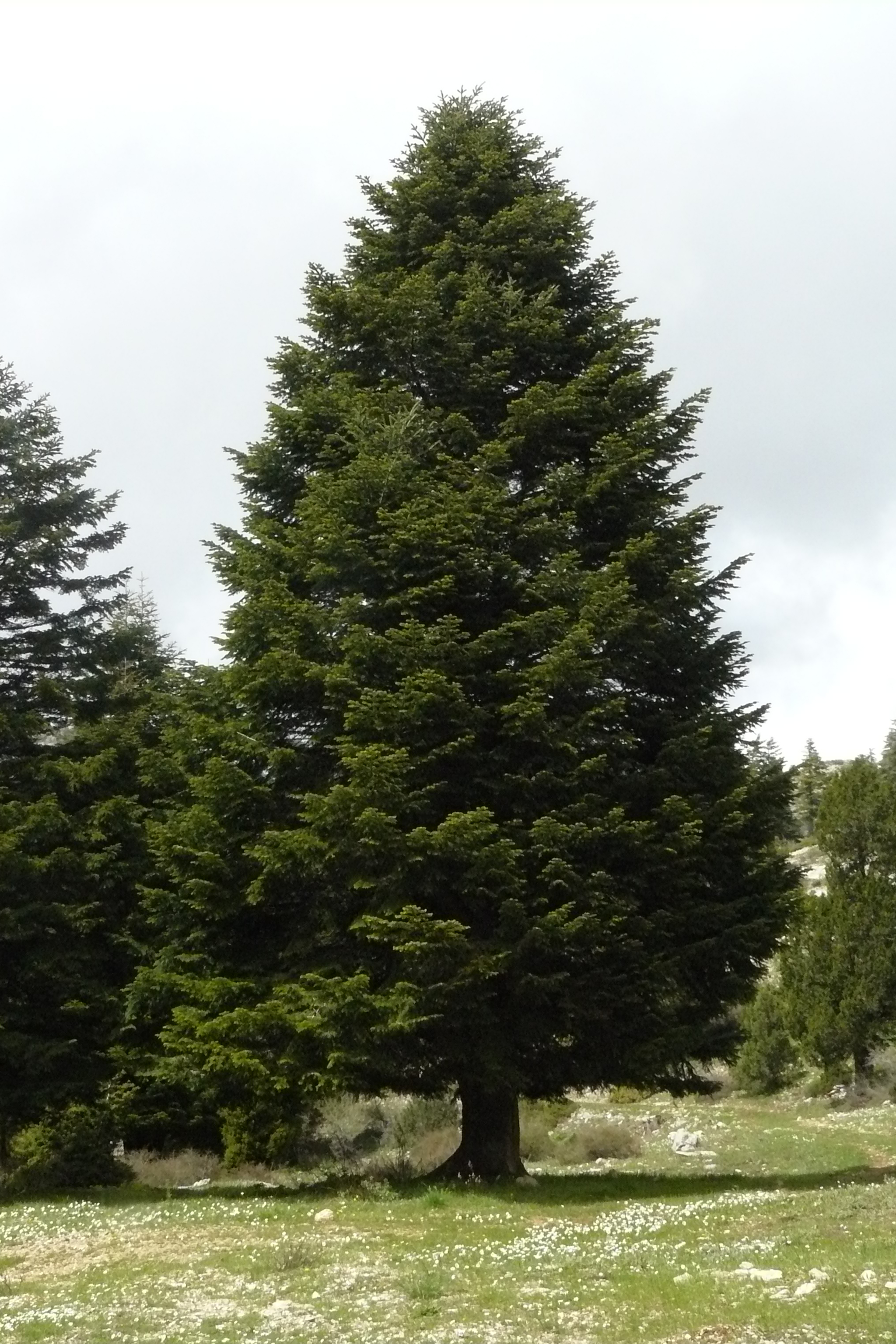
Pokrój

## Rozmieszczenie
Występuje w łańcuchach górskich Taurus i Antytaurus, na terenie Libanu, Syrii i Turcji. Rośnie w lasach wraz z cedrem libańskim (Cedrus libani) i jałowcem cuchnącym (Juniperus foetidissima). Osiąga zasięg pionowy do 1500 m n.p.m..

## Obecność w kulturze
Jest rośliną biblijną. Wymieniona jest np. w Księdze Ezechiela (27,3-9). W polskim tłumaczeniu tej księgi w Biblii Tysiąclecia użyto słowa cedr, jednak według większości badaczy roślin biblijnych chodzi właśnie o jodłę syryjską. Jej smukły i wytrzymały pień znacznie lepiej nadaje się do wykonania masztu statku. o którym mówi Ezechiel. Z drewna tej jodły wykonywano także drzewce chorągwi stojących przed świątyniami i było ono obiektem handlu między Izraelem a ościennymi krajami i Egiptem.